# 薩爾瓦區
13°40′S 74°19′W / 13.667°S 74.317°W
薩爾瓦區（西班牙語：Distrito de Sarhua），是秘魯的一個區，位於該國中南部阿亞庫喬大區的維克托法哈多省，始建於1910年11月14日，面積524.9為平方公里，海拔高度2,982米，2005年人口5,081，人口密度每平方公里9.7人。